# Mycetinis alliaceus
Espèce
Mycetinis alliaceus, le Marasme à odeur d'ail ou Marasme alliacé, est un champignon basidiomycète de la famille des Marasmiacées. C'est l'un des plus gros de sa famille. On le trouve du début de l'été à la fin de l'automne.

## Synonyme
- Marasmius alliaceus (Jacq.) Fr. 1838

## Description
Le chapeau (1-4 cm) est gris-brun foncé, humide. Il pâlit avec l'âge et devient beige. Ce champignon est hygrophane, ses lames sont blanchâtres à gris-blanchâtres. Elles sont adhérentes.
Mycetinis alliaceus présente une forte odeur d'ail ce qui facilite son identification. Le pied est brun à noir, raide et fibreux, très droit et fin, avec présence de pruine.
Ce champignon est trouvé dans les sols calcaires, dans les hêtraies, sur bois mort, sur racines et feuilles en décomposition.

## Comestibilité
Non toxique, seul le chapeau peut présenter un relatif intérêt bien qu'étant peu charnu : il peut remplacer l'ail dans un plat destiné aux personnes allergiques à cette plante. Le pied est souvent jugé trop coriace pour être cuisiné. Certains le jugent immangeable et invoquent aussi sa saveur trop brûlante.

## Confusions
- Marasmus prasiosmus.
- Marasmus scorodonius[1].